# Струги Красные (городское поселение)

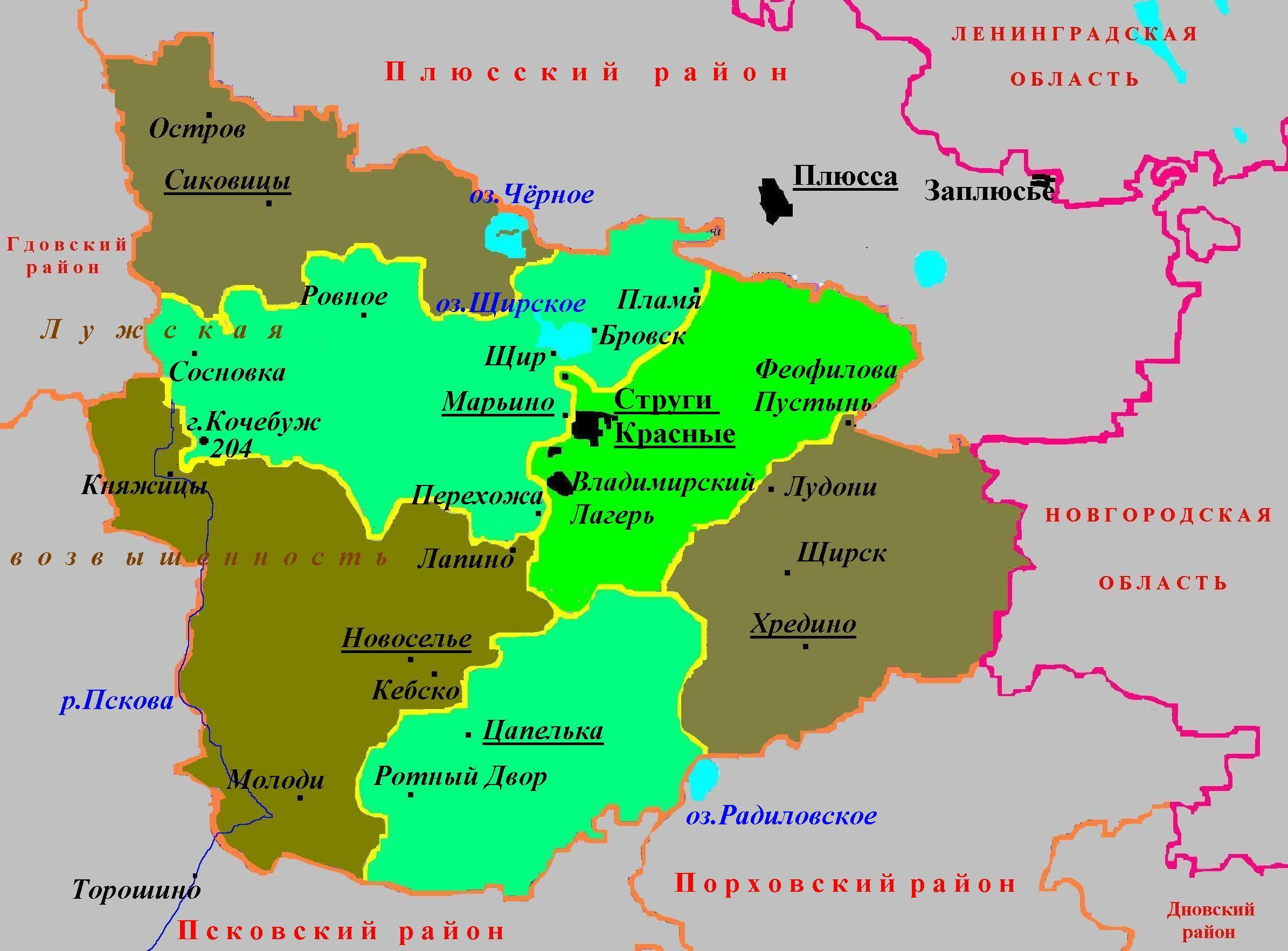
Административное деление Струго-Красненского района в 2010—2015 годах

Струги Красные — муниципальное образование со статусом городского поселения в Струго-Красненском районе Псковской области России.
Административный центр — рабочий посёлок (посёлок городского типа) Струги Красные.

## География
Территория городского поселения граничит на западе с Марьинской волостью, на юго-западе, юге и юго-востоке — с Новосельской волостью Струго-Красненского района, на севере и северо-востоке — с Плюсским районом Псковской области.

## Население
| 2010  | 2012  | 2013  | 2014  | 2015  | 2016  | 2017  |
| ----- | ----- | ----- | ----- | ----- | ----- | ----- |
| 8447  | ↘8193 | ↘7529 | ↘7189 | ↘6909 | ↘6696 | ↘6502 |
| 2018  | 2019  | 2020  | 2021  |       |       |       |
| ↘6313 | ↗6545 | ↘6319 | ↗6450 |       |       |       |

По состоянию на 1 января 2021 года из 6450 жителей муниципального образования в городских условиях (в пгт Струги Красные) проживают 75,52 % населения муниципального образования (или 4871 жителей), в сельских — 24,48 % или 1579 жителя.

## Населённые пункты
В состав городского поселения Струги Красные входят 3 населённых пункта: рабочий посёлок (посёлок городского типа) Струги Красные, а также 2 местечка — Владимирский Лагерь и Орлова Гора.
| населённый пункт    | тип      | население, чел. | население, чел. | население, чел. |
| населённый пункт    | тип      | 01.2001         | 01.2011         | 01.2020         |
| ------------------- | -------- | --------------- | --------------- | --------------- |
| Струги Красные      | пгт (рп) | 6452            | 5928            | 4487            |
| Владимирский Лагерь | местечко | 2900            | 2700            | 1823            |
| Орлова Гора         | местечко | 25              | 30              | 9               |
| всего               |          | 9377            | 8658            | 6319            |

## История
Решением Псковского облисполкома от 7 декабря 1958 года посёлок Струги Красные был отнесён к категории рабочих посёлков, став посёлком городского типа, который образовал Струго-Красненский поселковый Совет вместо Струго-Красненского сельского Совета.
Законом Псковской области от 28 февраля 2005 года в составе муниципального образования Струго-Красненский район со статусом муниципального района было образовано муниципальное образование Струги Красные со статусом городского поселения с центром в рабочем посёлке Струги Красные с 1 января 2006 года.